# اواجیما، اهیمه
اواجیما در استان اهیمه در کشور ژاپن واقع شده است که دارای جمعیت ۸۶٬۸۱۹ نفر و مساحت ۴۶۹٫۵۲ کیلومتر مربع با تراکم جمعیت ۱۸۵ نفر در کیلومترمربع است و در تاریخ ۱ اوت ۲۰۰۵ به عنوان شهر شناخته شد.

## نگارخانه

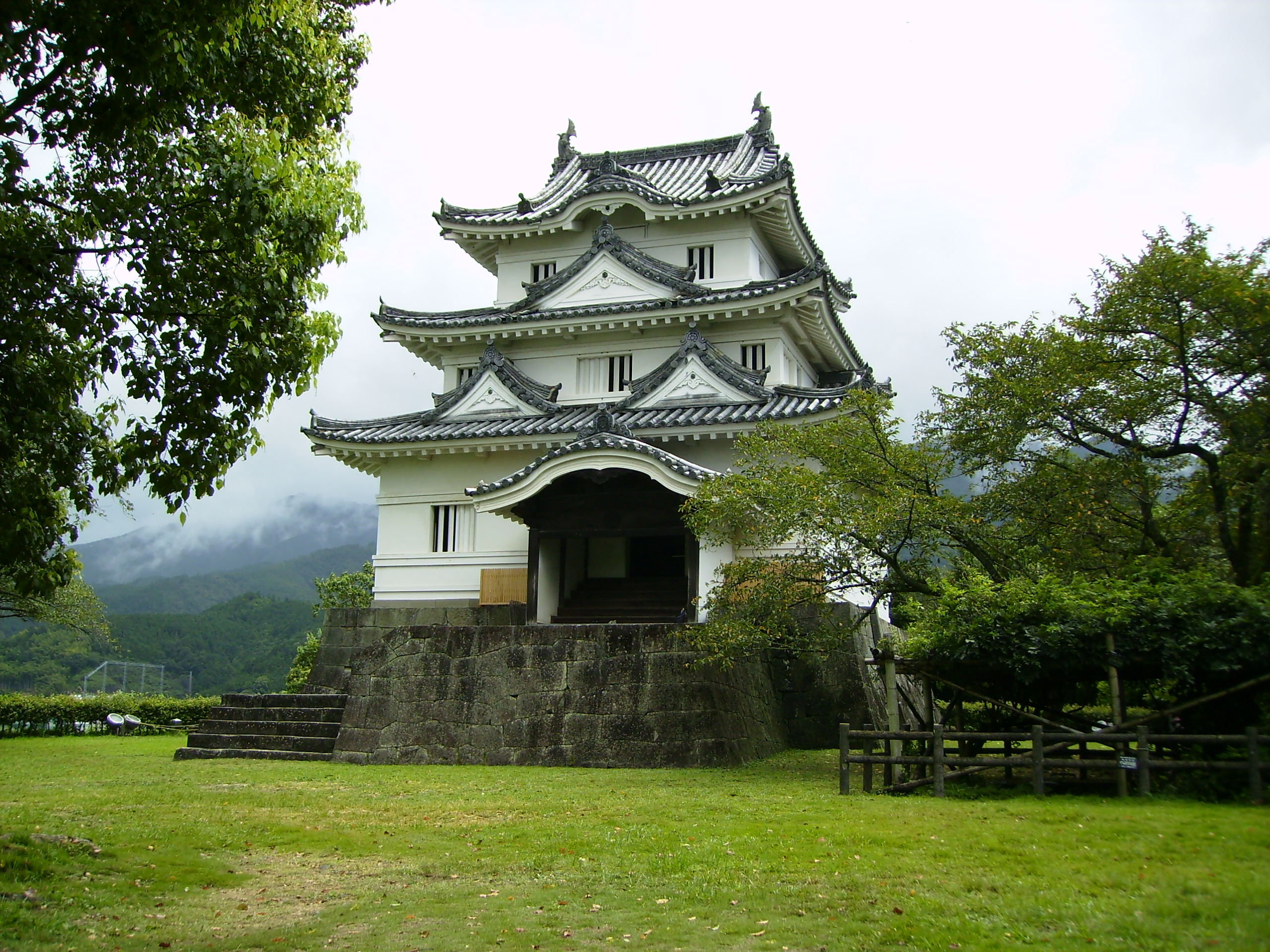
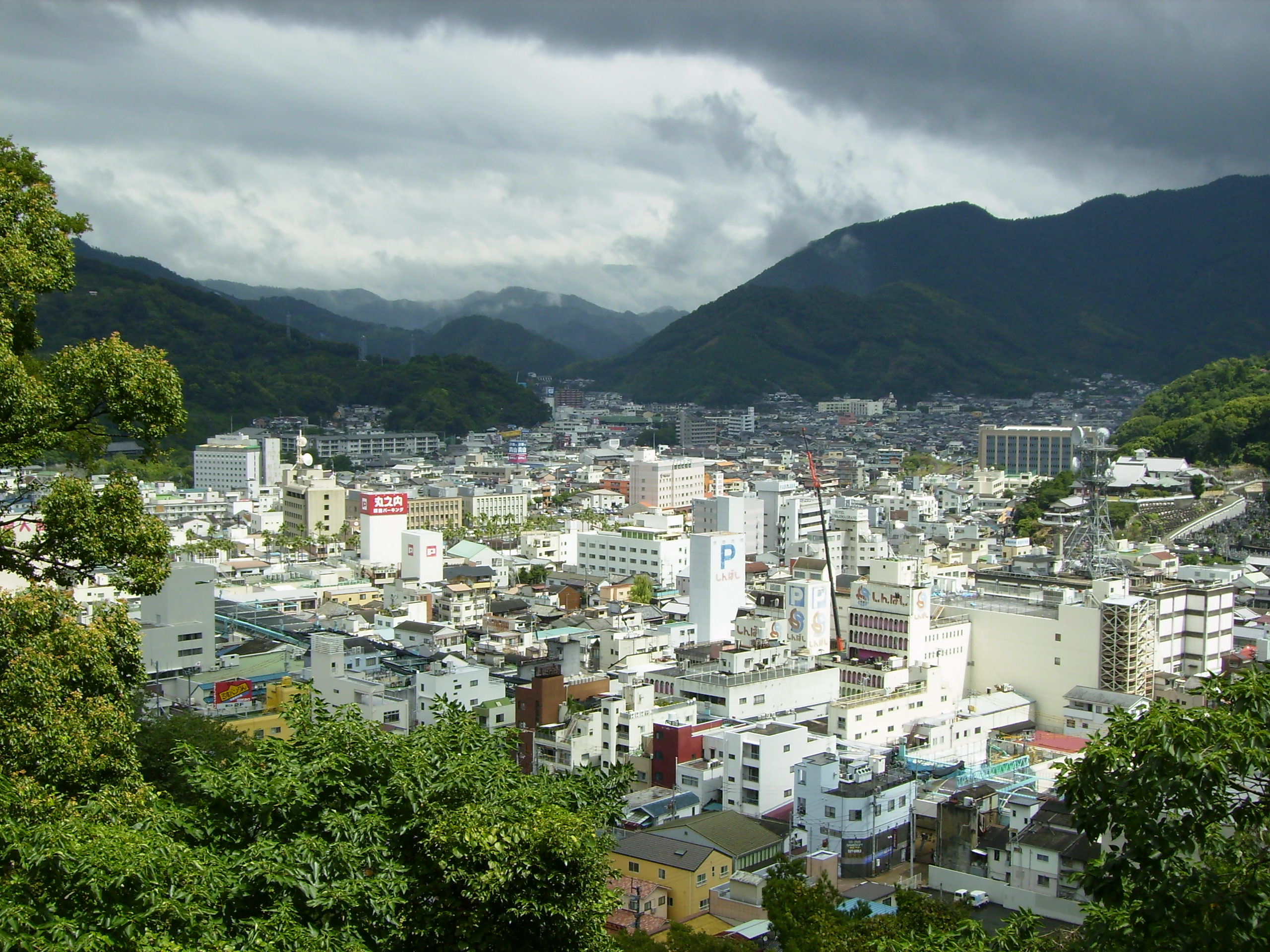
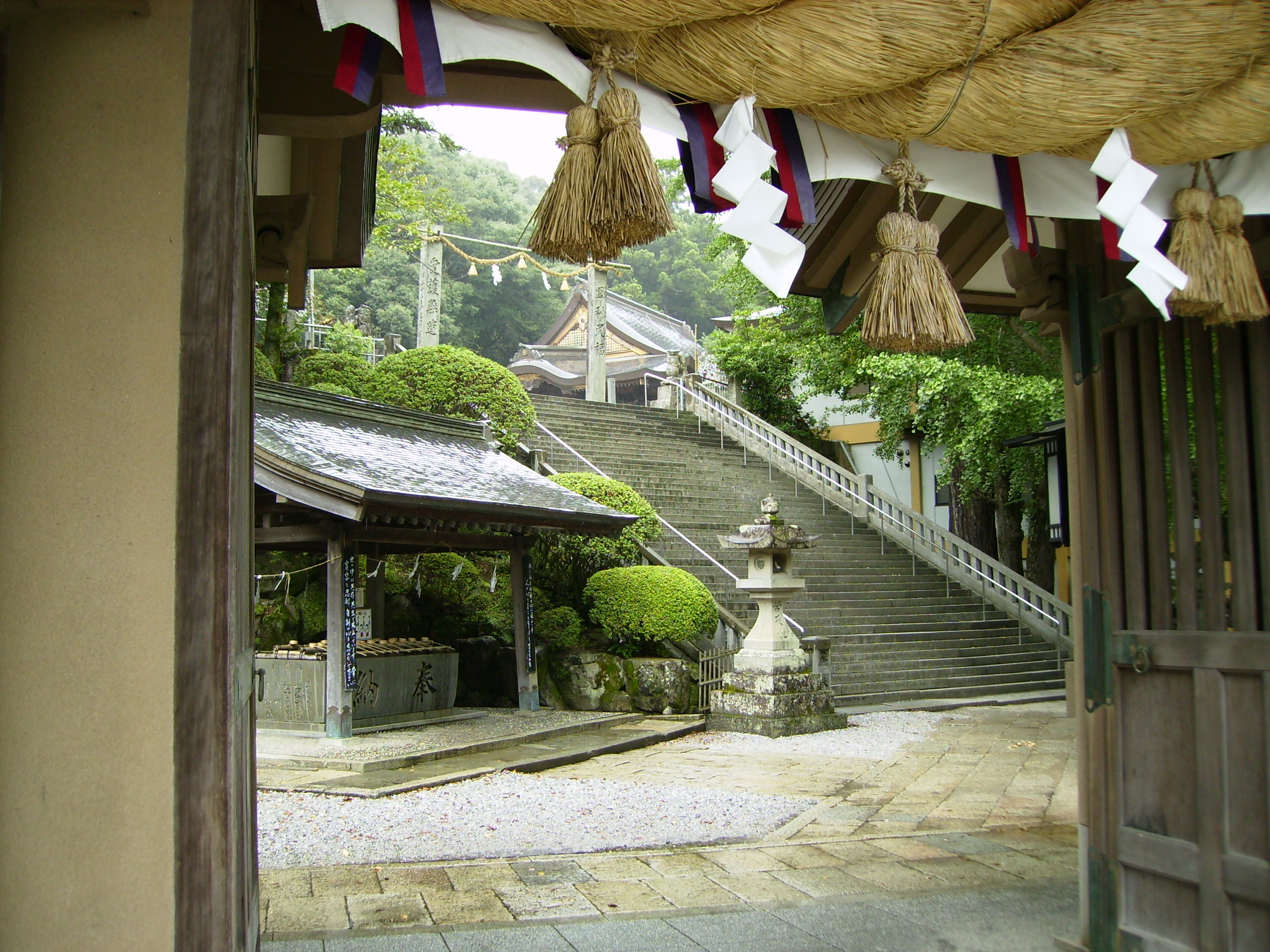
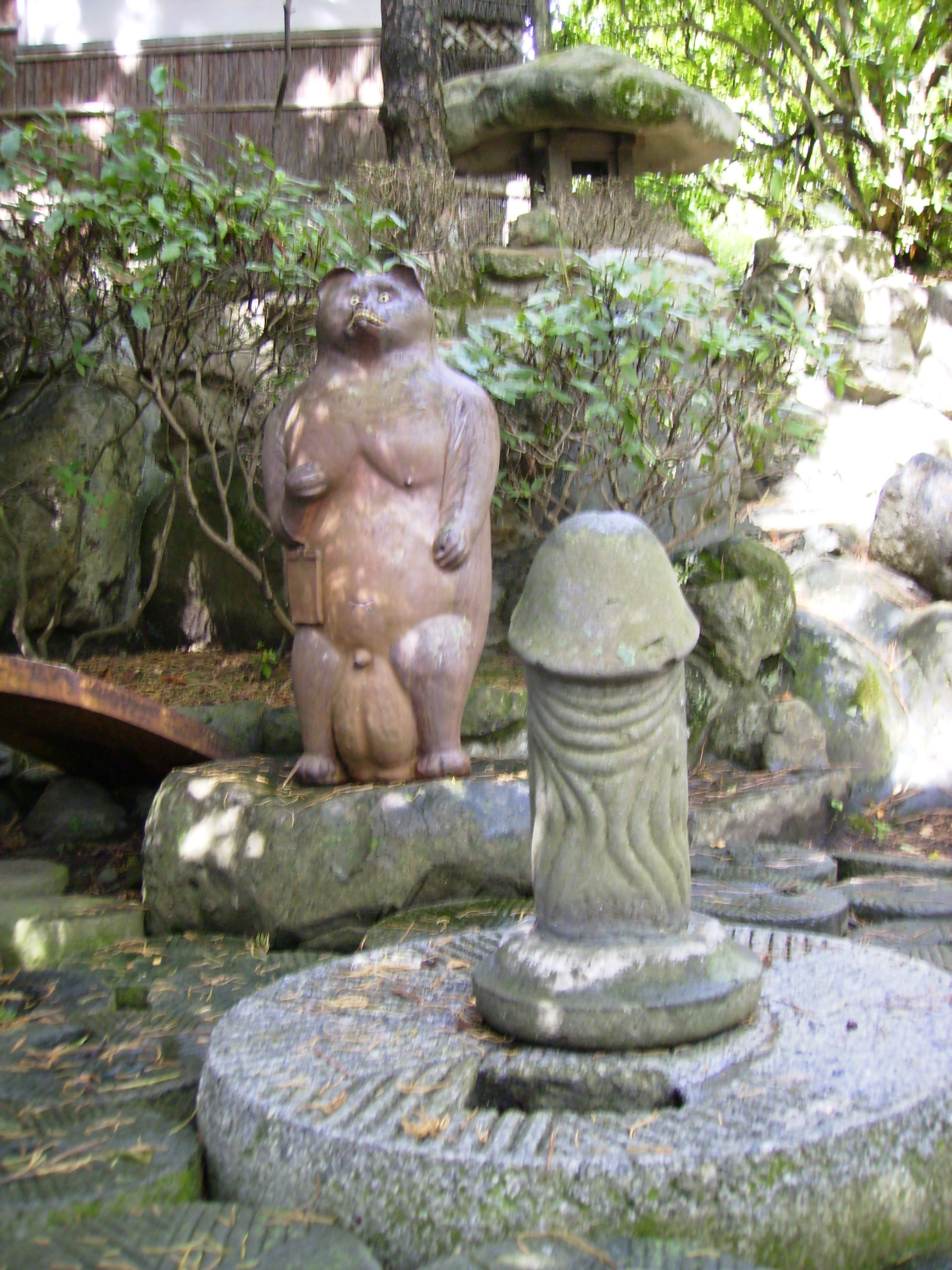